# Tioanisol
Tioanisol (metilsulfanilbenzeno) é um composto orgânico com a fórmula CH3SC6H5. É um líquido incolor que é solúvel em solventes orgânicos. É o composto mais simples da classe dos alquil-aril tioéter. O nome indica que este é o composto de enxofre análogo ao metoxibenzeno (anisol). 

## Reações
Tioanisol sofre desprotonação por um composto organolítio resultando em C6H5SCH2Li, que pode ser alquilado. O tioéter resultante pode ser manipulado em uma variedade de maneiras.
A oxidação de tioanisol resulta no sulfóxido quiral.